# Выигрыш одинокого коммерсанта
«Выигрыш одинокого коммерсанта» — фильм чилийского кинорежиссёра Себастьяна Аларкона, снятый в жанрах драмы и социальной сатиры на базе киностудии «Мосфильм» (СССР) в 1984 году. Картина создана на основе оригинального сценария Себастьяна Аларкона в соавторстве с Александром Адабашьяном.

## Сюжет
Неизвестная страна Латинской Америки. Мелкий лавочник Рауль Санчес (Газаров) по кличке Помпонио, читая свежую местную прессу, узнаёт, что в заброшенную шахту колодца провалился ребёнок. Газеты подняли шумиху, с разных сторон обсасывая информационный повод, но на помощь пострадавшему никто не спешит. Рауль заключает пари на крупную сумму, что мальчика никто спасать не станет и, как кажется, спор выигрывает, но, теряя победу и деньги, сам отправляется вызволять из беды ребёнка.

## В ролях
| Актёр              | Роль                                                  |
| ------------------ | ----------------------------------------------------- |
| Сергей Газаров     | мелкий лавочник Рауль «Помпонио» Санчес главный герой |
| Галина Левина      | Нэнси                                                 |
| Кира Головко       | мать                                                  |
| Всеволод Шиловский | Серафино                                              |
| Любовь Полищук     | Бамбарелла                                            |
| Сергей Юрский      | Людвиг                                                |
| Игорь Дмитриев     | Лоретти                                               |
| Владимир Татосов   | Каэтано                                               |
| Котэ Махарадзе     | Хосе                                                  |
| Семён Чунгак       | имя персонажа не указано                              |
| Рафик Алиев        | эпизод                                                |